# Исполнить всякую правду
«Исполнить всякую правду» — советский художественный широкоэкранный фильм 1987 года, снятый Александром Муратовым на «Киностудии имени А. Довженко» по мотивам повести Юрия Тихонова «Следствием установлено».
Премьера фильма состоялась 11 декабря 1987 года.

## Сюжет
Молодой следователь Вершинин борется за правду и честность, раскрывая убийство и ища автора клеветы в загадочном случае на заводе.

## В ролях
- Владимир Князев — Вячеслав Владимирович Вершинин, следователь областной прокуратуры, младший советник юстиции
- Эммануил Виторган — Игорь Арсентьевич Кулешов, директор завода сельхозмашин
- Татьяна Кричевская — Кулешова, жена Игоря Арсентьевича
- Татьяна Кондырева — Елена Николаевна Ефремова, работница завода сельхозмашин
- Вадим Лобанов — Николай Николаевич Аверченко, прокурор
- Анатолий Ведёнкин — Лубенко, секретарь парткома завода сельхозмашин
- Вячеслав Воронин — Владимир Кузьмич Колчин, исполняющий обязанности директора завода сельхозмашин
- Нина Антонова — Зинаида Дмитриевна Зимина, работница отдела кадров завода сельхозмашин
- Анатолий Соколовский — Константин Сергеевич Охочий, работник завода сельхозмашин
- Владимир Толубеев — Олег Петрович Мартьянов, генеральный директор объединения
- Николай Шутько — Комлев, начальник отдела кадров объединения
- Николай Гудзь — Михаил Матвеевич Раков, главный инженер объединения

## Съёмочная группа
- Режиссёр: Александр Муратов
- Сценарист: Анатолий Степанов
- Оператор: Александр Чёрный
- Художник: Оксана Тимонишина
- Звукорежиссёр: Татьяна Чепуренко
- Композитор: Вячеслав Назаров